# 陳信聰
陳信聰（1973年10月26日—）是臺灣新聞工作者，曾獲1999年竹塹文學獎小說首獎、劇本佳作。曾擔任新黨立法委員朱惠良辦公室教育及文化法案助理、新竹香山地區社區營造員。曾任公共電視文化事業基金會新聞部記者主跑教育、文化、國防、黨政等路線，曾任公視基金會論壇節目《有話好說》製作人兼主持人、公視基金會新聞性節目《我們的島》附設網路節目《阿聰現煮時》主持人。目前任職中華電視公司新媒體部經理兼網路節目《我想問的是…》主持人。

## 生平
2004年陳信聰和張秉峰在公共電視臺所製作的〈行醫莫三比克〉，參加行政院青年輔導委員會首度舉辦的「競報NPO－媒體報導獎」從8件入圍作品中，獲得電視報導獎。 2008年3月，陳信聰在台灣公共電視臺擔任《有話好說》節目主持人。並在2012年以公共電視臺主持人的身份，入圍國際扶輪3520地區所舉辦的「第六屆扶輪公益新聞金輪獎」，是在獎項當中的電視組「一般題材新聞節目主持人獎」，最終獲得該項目優等獎。

## 事件

### 2016年同性婚姻合法化議題
2016年，在同性婚姻合法化的議題中，陳信聰在社交網站上表示自己因為成長背景與教育環境，面對LGBT會出現莫名的恐懼感及負面情緒。因此雖然反對者的論述無法說服他，但他可以理解反對者對此議題的情緒。
陳信聰認為應該讓雙方都有同等表達自己情緒與主張的機會，以促進理解，以三集節目邀請了持各方立場的人士進行訪談，也針對支持與反對方，各自製作專題。
之後，陳信聰留意到中文維基百科上自己傳記條目的內容，指出維基百科的一位編輯者只看一集《有話好說》等片段的資訊就論斷他在同志人權這個複雜議題上的立場，對內容提出批評。

## 學歷
- 1992年 • 台北市立復興高級中學
- 1996年 • 國立成功大學中國文學系學士
- 2000年 • 國立清華大學社會人類學研究所碩士[15]

## 主持
- 公視《有話好說》
- 公視《告別世紀之痛311》[16]
- 走過大崩壞 為台灣土地把脈
- 尋找海底黑煙囪 台灣深海研究新里程！ （页面存档备份，存于）
- 2018台北市長選舉電視辯論 （页面存档备份，存于）
- 2020總統選舉電視辯論
- 公視網路節目《阿聰現煮時：島的行動客廳》
- 中華電視公司新媒體部網路節目《我想問的是…》監製兼主持人

## 獲獎紀錄
- 2004年，行政院青年輔導委員會「2004競報NPO媒體報導獎」電視報導獎：公共電視陳信聰、張秉峰〈行醫莫三比克〉[1]
- 2008年，中華民國內政部「第五屆優質新聞評選活動」電視新聞專題類：《有話好說》：〈可以不愛，不要傷害－好聚好散不暴力，無恨愛情最美麗〉[17]
- 2012年，國際扶輪3520地區「第六屆扶輪公益新聞金輪獎」：電視組「一般題材新聞節目主持人獎」優等獎[4]
- 2013年，高雄人權獎
- 2013年，兩岸新聞報導獎佳作
- 2023年，《阿聰現煮時 島的行動客廳》入圍第58屆金鐘獎生活風格節目主持人獎
- 2023年，《阿聰現煮時 島的行動客廳》入圍第58屆金鐘獎生活風格節目獎
- 2023年，我們的島Podcast 入選第二十二屆卓越新聞獎Podcast新聞節目獎第二十二屆卓越新聞獎入選名單 （页面存档备份，存于）
- 2024年，阿聰現煮時第二季_島的尋味之旅 （页面存档备份，存于），入圍2024第六屆走鐘獎 （页面存档备份，存于）最佳節目獎 （页面存档备份，存于）
- 2024年，我們的島Podcast獲得消費者權益報導獎 （页面存档备份，存于）廣播及網路（音頻、PODCAST）類專題報導獎佳作 （页面存档备份，存于）

## 腳注
1. ↑  按時間推算，陳信聰所指的可能是中文維基百科上「陳信聰」條目在2017年1月20日晚上的版本。

## 資料來源
1. 1 2  .   [2011-12-31]. （原始内容存档于2016-03-04）.
2. ↑  羅智華. . 佛光山人間通訊社.   [2017-01-19]. （原始内容存档于2017-02-01）.
3. ↑  山田賢一.  (PDF). 放送研究と調査 (NHK). 2016-04-11,. 2016年4月号  [2017-01-19]. （原始内容存档 (PDF)于2016-10-20） （日语）.
4. 1 2  第六屆扶輪公益新聞金輪獎 正聲廣播獲最多獎項 （页面存档备份，存于）
5. ↑  魏紜鈴. . 中央社. 2012-03-30  [2017-01-19]. （原始内容存档于2017-02-02）.
6. ↑  . 2016-11-17  [2017-01-23]. （原始内容存档于2017-01-23）.
7. ↑  . 自由時報. 2016-11-18  [2016-12-14]. （原始内容存档于2016-12-20）.
8. ↑  吳玫穎. . 中國時報. 2016-11-18  [2016-12-14]. （原始内容存档于2016-12-20）.
9. ↑  . 蘋果日報. 2016-11-18  [2016-12-14]. （原始内容存档于2016-11-21）. 確實，反同志婚姻的論述很難說服我，但我也清楚看到，他們的憂慮與恐懼，是真實、是明確、是深沈的。
10. ↑  .   [2017-01-23]. （原始内容存档于2016-11-26）.
11. ↑  .   [2017-01-23]. （原始内容存档于2017-02-02）.
12. ↑  .   [2017-01-23]. （原始内容存档于2017-02-02）.
13. ↑  . 2017-01-21  [2017-01-23]. （原始内容存档于2017-01-23）.
14. ↑  . 2017-01-21  [2017-01-23]. （原始内容存档于2017-01-23）.
15. ↑  2001年，出版國立清華大學社會人類學碩士論文《幽冥得度－儀式的戲劇觀點：台南市東嶽殿打城法事分析》，唐山出版社出版，ISBN 9789578221642
16. ↑  .   [2012-03-13]. （原始内容存档于2012-03-10）.
17. ↑  第五屆優質新聞 Archive.today的存檔，存档日期2012-07-16

## 外部連結
- 陳信聰官方臉書 （页面存档备份，存于）
- 有話好說官方網站-具競爭力的進步世代-陳信聰 （页面存档备份，存于）
- 其他入圍 （页面存档备份，存于）
- 高雄人權獎得獎作品[永久]